# Makino Shin’ichi

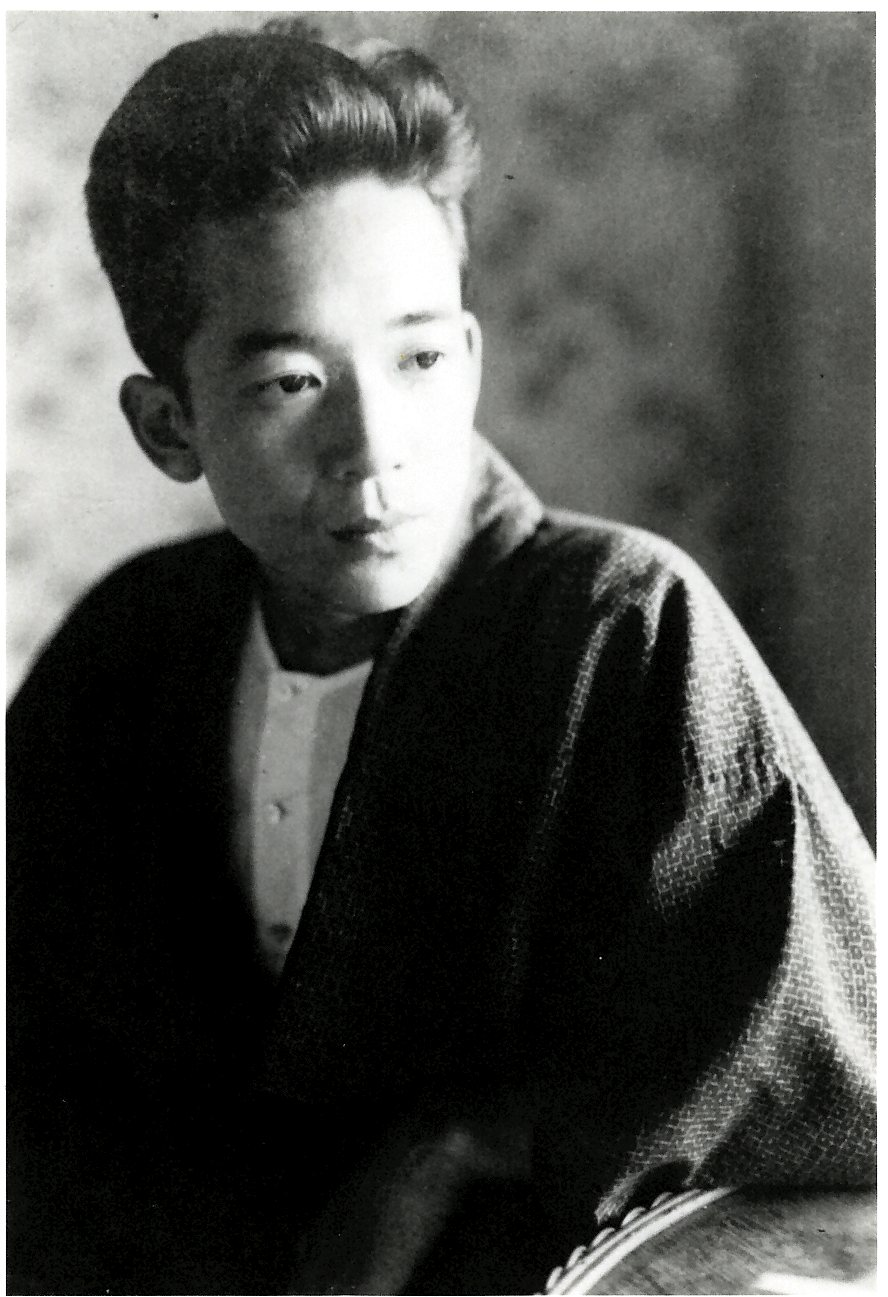
Makino Shin’ichi, 1930

Makino Shin’ichi (japanisch 牧野 信一; * 12. November 1896 in Odawara, Präfektur Kanagawa; † 24. März 1936) war ein japanischer Schriftsteller.

## Leben und Werk
Makino Shin’ichi studierte an der Waseda-Universität englische Literatur. Zunächst lernte er bei Kasai Zenzō (1887–1928), doch zeigte sich bald eine humoristische und romantisch-fantastische Tendenz in seinem Schaffen. Makino veröffentlichte mehrere Romane im Stil des „Ich-Romans“ (Shishōsetsu), darunter „Chichi o uru ko“ (1924). Fortschreitender Alkoholismus und emotionale Erschöpfung zwangen ihn, in seine ländliche Heimat zurückzukehren. Dort entwickelte er einen Stil, der typisch für ihn wurde, eine Kombination von Traum und Wirklichkeit, von Figuren der griechischen Mythologie und von phantastischen Landschaften. Kurzgeschichten wie „Mura no sutoa ha“ aus dem Jahr 1928 und „Zēron“ (1931) zeigen seine Antipathie seiner Familie gegenüber.
1936 nahm Makino sich das Leben.

## Werke (Auswahl)
- „Chichi o uru ko“ (父を売る子)
- „Mura no sutoa ha“ (村のストア派)
- „Zēron“ (ゼーロン)
- „Kinada mura“ 鬼涙村 (1936)